# Vișina Nouă, Olt
Vișina Nouă este satul de reședință al comunei cu același nume din județul Olt, Oltenia, România. Până în 2004 a aparținut de Vădastra.